# Fara (nome)
Fara  è un nome proprio di persona italiano femminile.

## Varianti
- Maschile: Faro[2]

## Origine e diffusione
Questo nome, principalmente, risale ad un antico ipocoristico di vari nomi germanici quali Burgundofara, Faroaldo e Faramondo, contenenti l'elemento fara ("insediamento" o "spedizione") oppure faraz, "guida"; la stessa parola si trova anche in diversi toponimi d'Italia.
Dalla metà del Novecento, il nome si è diffuso anche grazie alla figura di Farah Diba, la moglie dell'ultimo scià di Persia Mohammad Reza Pahlavi; nel suo caso, si tratta di un nome mediorientale, tratto dal vocabolo arabo فرح (farah), che vuol dire "gioia", "allegria". Questo nome, scritto anche Farrah, si è diffuso ulteriormente nei paesi anglofoni a partire dai tardi anni 1970, grazie alla popolarità dell'attrice Farrah Fawcett, a quel tempo una delle protagoniste della serie televisiva Charlie's Angels: va tuttavia notato che, nel caso dell'attrice, si trattava di un nome inventato di sana pianta dalla madre, scelto solo perché suonava bene assieme al cognome.
Va infine notato che il nome "Fara" coincide con tutta una serie di vocaboli in numerose lingue, che però non hanno valenza onomastica.
In Italia, il nome è attestato soprattutto nella provincia di Palermo, per via del culto locale di santa Fara (patrona di Cinisi, dove il nome ha un'altissima frequenza relativa); gode di buona diffusione anche in Toscana e nella città metropolitana di Napoli.

## Onomastico
L'onomastico può essere festeggiato il 3 aprile (o il 7 dicembre a Faremoutiers), in memoria di santa Fara o Burgondofara, fondatrice e badessa dell'abbazia di Faremoutiers.

## Persone
- Fara, religiosa francese

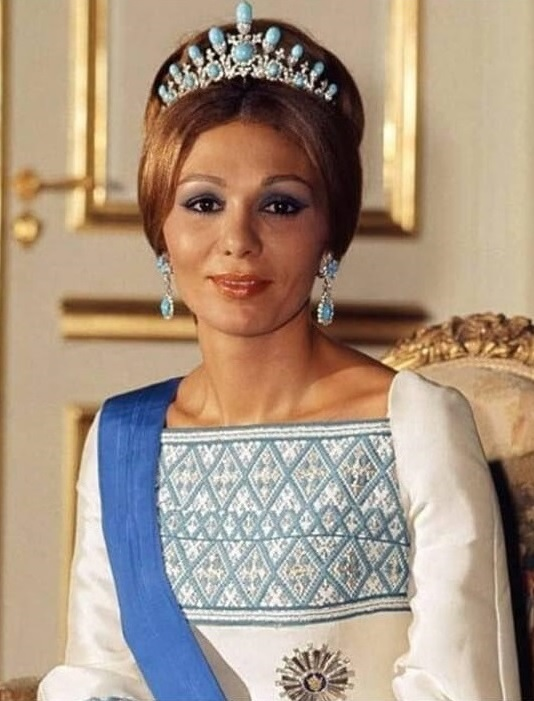
Farah Diba

- Fara Williams, calciatrice britannica

### Variante Farah
- Farah Diba, imperatrice di Persia

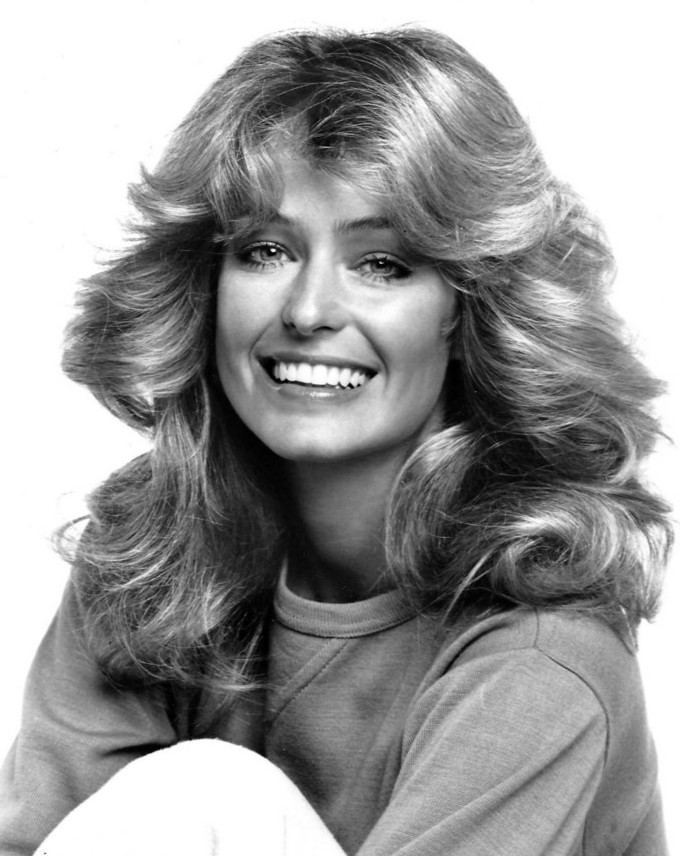
Farrah Fawcett

- Farah Eslaquit, modella nicaraguense
- Farah Khan, coreografa, regista e sceneggiatrice indiana
- Farah Nabulsi, regista, sceneggiatrice e attivista palestinese
- Farah Palmer, rugbista a 15 neozelandese
- Farah White, attrice, regista e produttrice cinematografica statunitense

### Variante Farrah
- Farrah Fawcett, attrice statunitense
- Farrah Franklin, cantante, modella, attrice e autrice di testi musicali statunitense

## Il nome nelle arti
- Farah è un personaggio della serie di videogiochi di Prince of Persia.
- Farah Sadir è un personaggio del film del 2011 Che bella giornata, diretto da Gennaro Nunziante.